# Parco Fili
Il Parco Fili (in russo Парк Фили?, Park Fili) è un parco naturale situato nella parte occidentale della città di Mosca.

## Descrizione
Il parco sorge lungo la golena del fiume Moscova ed ha una superficie totale di 280 ettari, di cui 5 chilometri lungo il fiume Moscova. Il parco è delimitato a nord dal quartiere Chorošëvo-Mnëvniki, a ovest dai quartieri Krylatskoe e di Kuncevo, a est dal quartiere Fili. La flora del parco presenta tigli, pini, querce, betulle e olmi. Nella parte centrale del parco ci sono aree dedicate allo svago, al tempo libero e alla cultura. Le stazioni della Metropolitana in prossimità del parco sono: Molodëžnaja, Kuncevskaja, Pionerskaja, Filëvskij Park, Bagrationovskaja.

## Storia
Verso la metà del XVII secolo il complesso naturale è stato utilizzato per le battute di caccia dello zar Alessio Romanov. Nel 1689 Pietro il Grande regalò il territorio del parco a suo zio, Lev Kirillovič Naryškin. La famiglia dei Naryškin possedette il parco per 175 anni.

## Reggia Fili-Kuncevo
La famiglia dei Naryškin fece costruire nel parco la propria abitazione; questa fu visitata da Alessio I, Caterina II di Russia e da Federico Guglielmo III di Prussia. L'ultimo proprietario del parco fu il fabbricante Kozma Soldatyonkov, che acquistò la reggia nel 1869..
Nel 1979 con una decisione del soviet di Mosca il parco e la reggia furono posti sotto protezione come "monumento di arte del paesaggio di importanza regionale Fili-Kuncevo". Dal 1998 con una decisione del Comune di Mosca il parco fa parte del parco storico-naturale "Moskvoretsky".

### Reggia
La reggia principale del parco fu presa sotto protezione governativa nel 1960 per volere del Consiglio dei Ministri dell'RSFSR come "palazzo del XVIII secolo". Dapprima fu mantenuto in legno, in seguito il legno fu rimpiazzato dagli originali mattoni.

### Insediamento Kuncevskaja
L'insediamento Kuncevskaja fu una delle prime cittadelle fortificate presenti a Mosca. Dal XI al XIII secolo la fortificazione era abitata dagli slavi vjatiči, fatto confermato dalla presenza dei Kurgan. Dal XIII al XVI secolo sul territorio dell'insediamento esisteva la chiesa della Vergine protettrice. La cittadella fu distrutta nel corso dell'invasione polacca avvenuta nel XVII secolo.
I primi scavi archeologici risalgono al 1960, quando l'archeologo Wexler ritrovò una palizzata e alcune abitazioni.